# Tar-kő
Le Tar-kő, culminant à 949 m, est un sommet des monts Bükk qui appartiennent aux Carpates occidentales. Il est situé dans le département de Heves (Hongrie septentrionale).

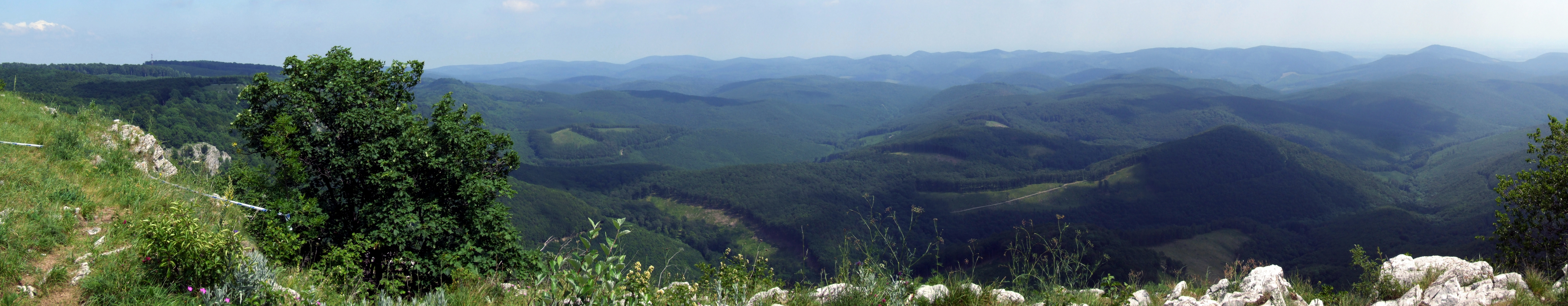
Vue panoramique des monts Bükk depuis le Tar-kő.